# Brachycoleus decolor
Espèce
Synonymes
- Brachycoleus bipunctatus Stichel, 1930[1]
- Brachycoleus decolor marginata Popov, 1965[1]
- Brachycoleus decolor ornata Stichel, 1957[1]
- Brachycoleus flavus Stichel, 1930[1]
- Brachycoleus marginatus Stichel, 1930[1]
- Brachycoleus ornatus Stichel, 1957[1]
- Brachycoleus scriptus (Fabricius, 1803)[1]
- Brachycoleus scriptus bipunctata Stichel, 1930[1]
- Brachycoleus scriptus decolor Reuter, 1887[1]
- Brachycoleus scriptus flava Stichel, 1930[1]
- Brachycoleus scriptus marginata Stichel, 1930[1]
- Lygaeus scriptus Fabricius, 1803[1]

Brachycoleus decolor est une espèce d'insectes hémiptères hétéroptères (punaises) de la famille des Miridae.

## Description
Brachycoleus decolor peut atteindre une longueur d'environ 6,5 à 9 millimètres. Ces insectes ont une tête courte et large. Le corps est couvert de poils fins jaunâtres. Les pattes sont orange jaunâtre. Le pronotum et l'hémélytre présentent des marques noires longitudinales distinctes sur un fond jaune pâle ou vert.
Les adultes de Brachycoleus decolor s'observent en juin et juillet.

## Répartition
L'espèce est présente en Russie, Autriche, France, Allemagne, Italie, Macédoine, Pologne, Sibérie et Asie centrale, Turkestan et Turquie.
Brachycoleus decolor vit dans les forêts de feuillus de haute montagne, les terrains rocheux et les pâturages, à une altitude pouvant atteindre 1 300 m.

## Parasitisme
Brachycoleus decolor se nourrit des feuilles des plantes Artemisia absinthium, Astrodaucus orientalis (sv), Bupleurum rotundifolium, Chamerion angustifolium, Cyanus depressus, Eremogone cucubaloides (sv), Eryngium campestre, Euphorbia amygdaloides, Foeniculum vulgare, Lepidium draba, Gypsophila bicolor (sv), Inula oculus-christi, Isatis candolleana (sv), Medicago sativa, Onobrychis viciifolia, Pastinaca sativa, Peucedanum oreoselinum, Rhinanthus angustifolius, Salvia nemorosa, Salvia verticillata, Sanguisorba minor, Securigera varia, Vicia cracca.